# Nunatak Kogot'
Nunatak Kogot' är en nunatak i Antarktis. Den ligger i Östantarktis. Australien gör anspråk på området. Toppen på Nunatak Kogot' är 1 012 meter över havet.
Terrängen runt Nunatak Kogot' är huvudsakligen platt, men norrut är den kuperad. Trakten är obefolkad. Det finns inga samhällen i närheten.